# Libriformfaser
Libriformfasern oder Holzfasern sind der Festigung dienende, abgestorbene Zellen im sekundären Xylem der Bedecktsamer (Angiospermen). 
Libriformfasern besitzen dicke, stark verholzte Zellwände, ein sehr kleines Lumen und sind die längsten Zellen im Holz. An den Enden sind sie zugespitzt. Ihre Tüpfel zeichnen sich durch eine charakteristische Spalten- oder Röhrenform aus. 
Bei manchen Zweikeimblättrigen verbreitet sind lebende Libriformfasern, die Querwände (Septen) bilden und Speicherfunktionen erfüllen. Sie bilden damit einen Übergang zum Xylemparenchym. 
Phylogenetisch werden die Libriformfasern als eine Weiterentwicklung der Tracheiden aufgefasst, die noch Leitungs- und Stützfunktion ausüben. Bei den Bedecktsamern erfüllen die Libriformfasern die Stützfunktion, während die Tracheen die Wasserleitung übernehmen. 
Von den Libriformfasern gibt es Übergänge zu den Fasertracheiden, die sowohl Stütz- wie auch Wasserleitungsfunktionen erfüllen.

## Belege
- W. Braune, A. Leman, H. Taubert: Pflanzenanatomisches Praktikum I. Zur Einführung in die Anatomie der Vegetationsorgane der Samenpflanzen. 6. Auflage, Gustav Fischer, Jena 1991, S. 84, 134. ISBN 3-334-60352-0
- Katherine Esau: Anatomy of Seed Plants. Wiley, New York 1960, S. 83ff. (ohne ISBN)